# Théâtre de Dionysos

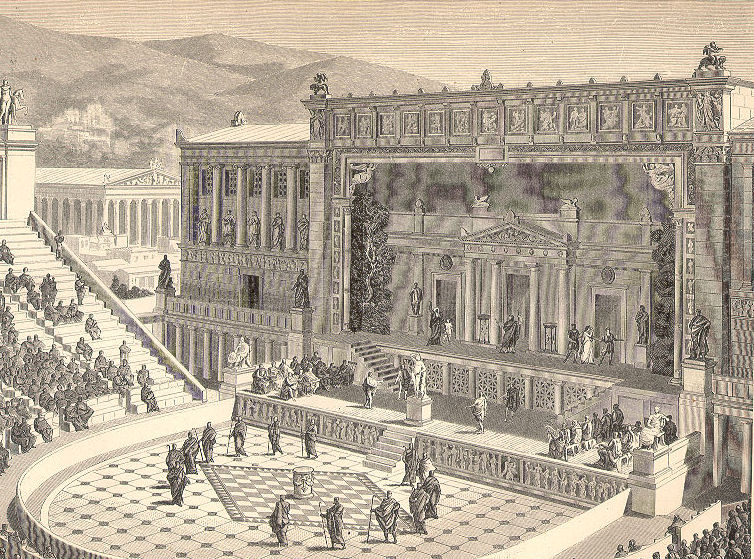
Reconstitution historique du théâtre de Dionysos à l'époque romaine.

Le théâtre de Dionysos (grec moderne : Θέατρο του Διονύσου) à Athènes est un des théâtres de la Grèce antique ; il est considéré comme le premier théâtre du monde, berceau du théâtre grec antique et de la tragédie. Il est situé sur le versant sud-est de l'acropole d'Athènes.

## Nom et usages
Le théâtre doit son nom à Dionysos, dieu du vin. Les grandes fêtes des Dionysies s'y tenaient chaque année en son honneur. Il s'agissait initialement de chants rituels, de danses et de sacrifices rituels résultant de représentations théâtrales. C'est là que furent créées les célèbres tragédies classiques d'Eschyle, Sophocle et Euripide.

## Historique
Le théâtre remonte au VIIe siècle av. J.-C. Au début, il comportait juste une orchestra en terre battue et une scène construite en bois, et les spectateurs prenaient place sur la pente naturelle du lieu. Vers 420 av. J.-C. furent construits des gradins en bois. La construction en pierre que l'on peut admirer aujourd'hui fut aménagée sous Lycurgue entre 338 et 326 av. J.-C. : les gradins de pierre remplacèrent ceux de bois.

## Architecture

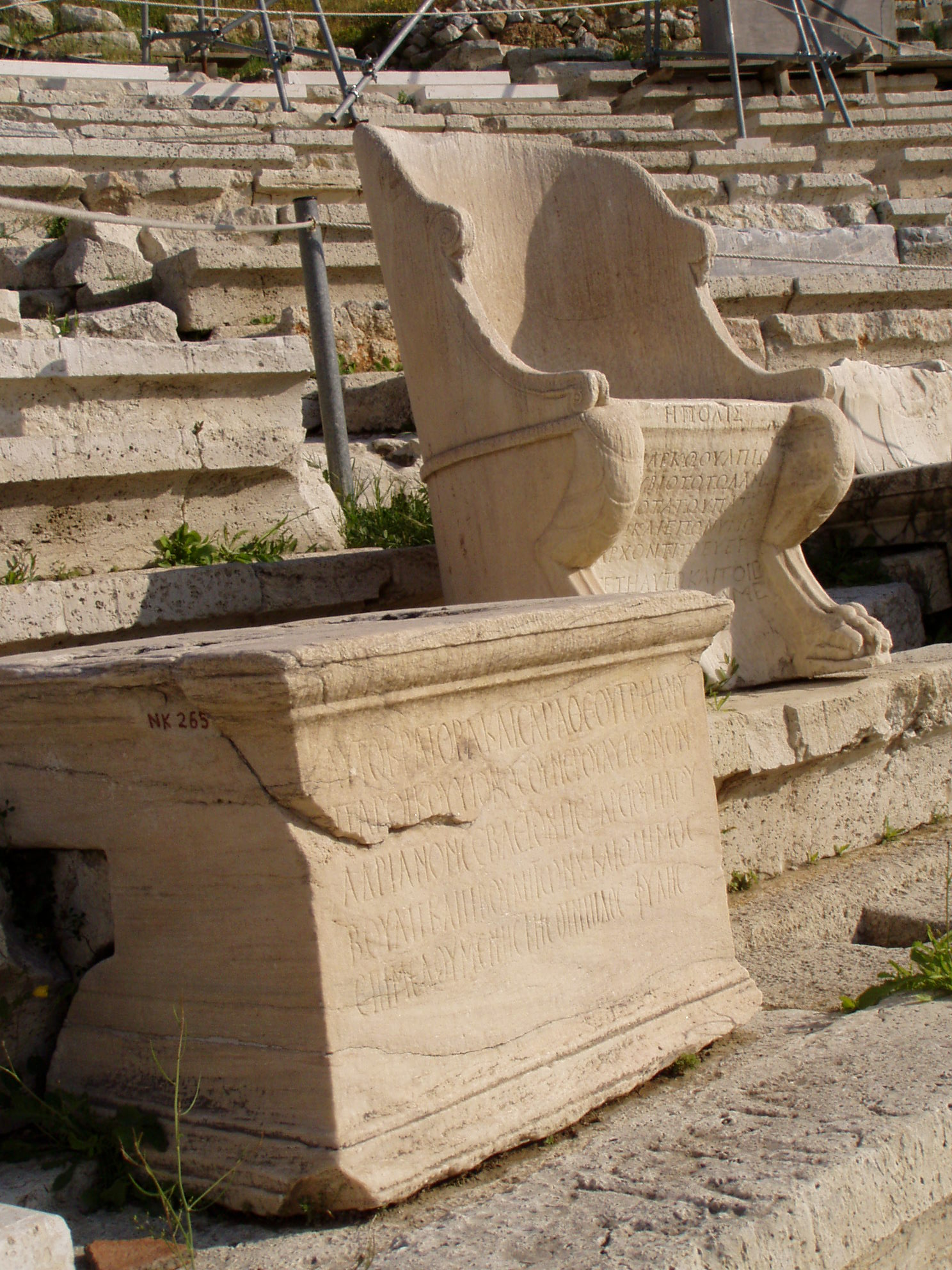
Siège du prêtre de Dionysos, théâtre de Dionysos.

Le théâtre de Dionysos disposait de 78 rangées de sièges et offrait des places pour 17 000 spectateurs. La première rangée de sièges était composée de 67 sièges en marbre à dossier, réservés aux différents dignitaires, magistrats, personnages de distinction, arbitres du concours : c'est ce que l'on appelle la proédrie. Le koilon est disposé en hémicycle autour de l'orchestra, où avaient lieu les danses et les chants du chœur. Au milieu de l'orchestra était placé un autel, sur lequel les victimes étaient présentées aux dieux. Les acteurs évoluaient sur le proskenion, derrière lequel se trouvait le bâtiment de la scène. Les paraskenia, sur les côtés de la skènè, comportaient huit colonnes doriques.

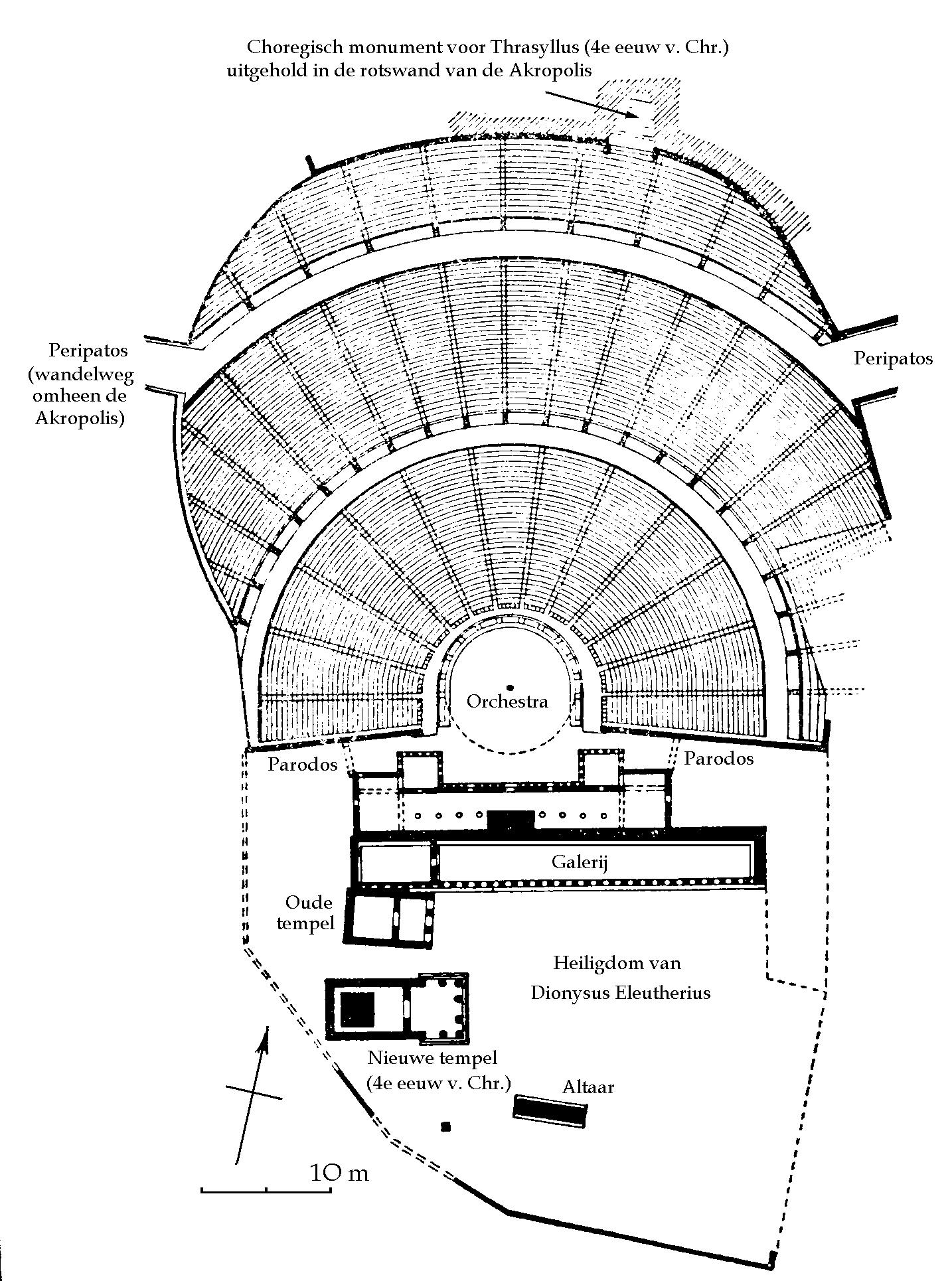
Plan du théâtre de Dionysos, adossé à l'acropole, avec le temple devant l'ensemble. Le monument chorégique de Thrasyllos est situé au sommet, au pied du mur de fortification.